# Iglesia de Nuestra Señora de la Anunciación (Jersey)
La Iglesia de Nuestra Señora de la Anunciación o más formalmente "Iglesia de Nuestra Señora de la Anunciación y los Mártires de Japón" (en inglés: Church of Our Lady of the Annunciation and the Martyrs of Japan) es el nombre que recibe un edificio religioso que pertenece a la Iglesia católica y se encuentra ubicado en la localidad de St. Martin en la isla de Jersey una Dependencia de la Corona Británica, parte de las Islas del Canal.

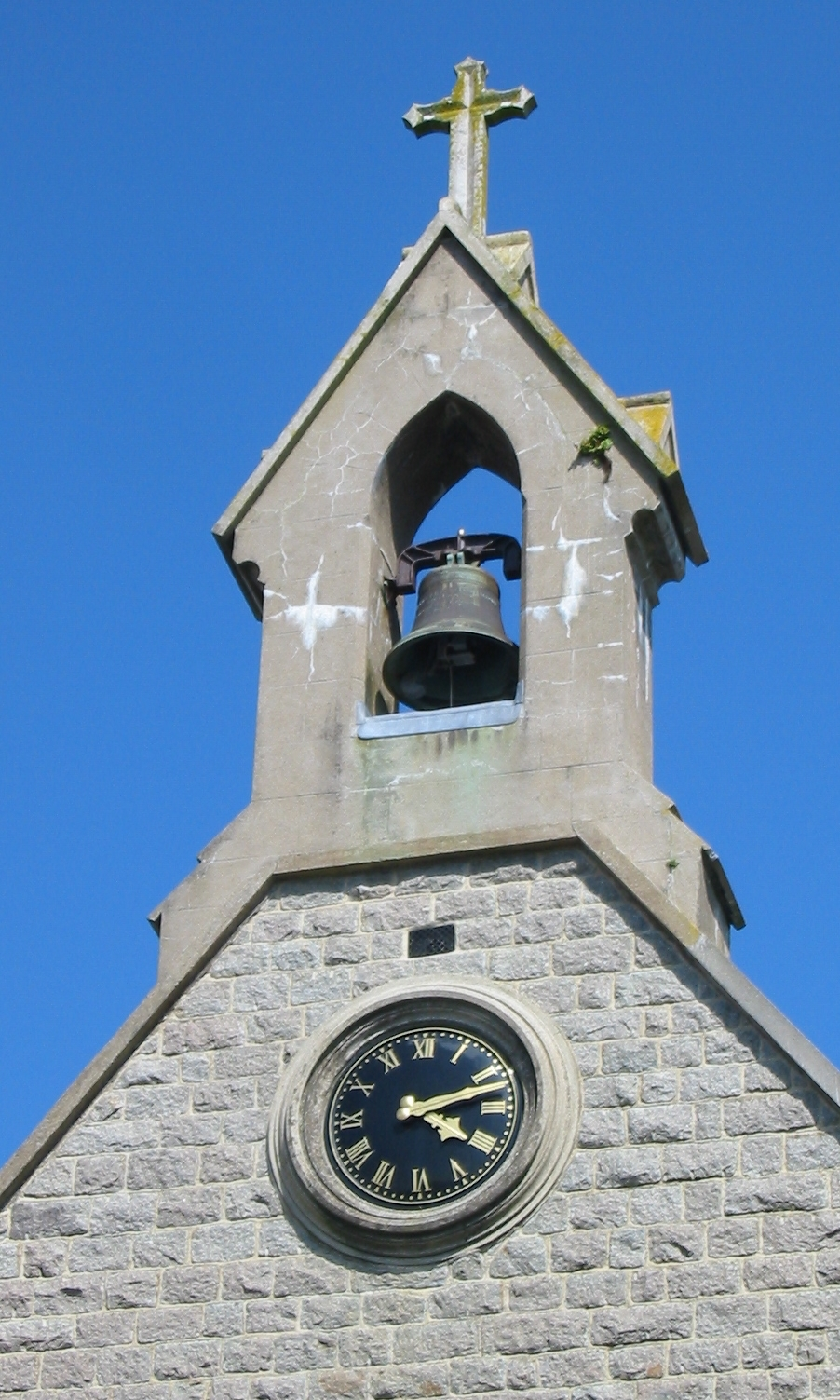
Vista del campanario y el reloj

El templo sigue el rito romano o latino y esta bajo la administración de la Diócesis de Portsmouth (Dioecesis Portus Magni) en Reino Unido. Aparte de los servicios religiosos en inglés también se ofrecen misas en polaco, debido a la presencia de miembros de esa comunidad en el territorio.
El edificio actual fue terminado en 1863. El nombre de Mártires de Japón es usado pues la iglesia fue bendecida el día de su fiesta. Por su importancia histórica y con el fin de protegerla en 2007 fue incluida en la lista de sitios de especial interés en Jersey. En 2008 se agregó un pórtico nuevo.